# Скоуфилд, Сайрус Ингерсон
Са́йрус И́нгерсон Ско́уфилд (англ. Cyrus Ingerson Scofield; 19 августа 1843, тауншип Клинтон, Мичиган — 24 июля 1921, Нью-Йорк) — американский протестантский богослов, пастор и писатель. Автор комментариев к Библии, издание которых в начале XX века способствовало распространению диспенсационалистского богословия в США.

## Биография
Сайрус Скоуфилд родился в штате Мичиган 19 августа 1843 года. Участвовал в Гражданской войне на стороне Конфедерации, служил в пехотном полку в чине рядового. Участник сражений при Чит-Маунтин, Севен-Пайнс и при Энтитеме. Поздней осенью 1862 года заболел и месяц лечился в военном госпитале в Ричмонде, после чего уволился из армии. Вернулся в Теннесси, но менее чем через год был принудительно мобилизован в армию Конфедерации. Вскоре дезертировал и сдался федеральным войскам у местечка Боулинг-Грин (штат Кентукки), после ряда проверок получил разрешение поселиться в Сент-Луисе, штат Миссури.
С 1866 года работал в юридической конторе своего двоюродного брата. В 1871 году избран в законодательное собрание штата Канзас от Республиканской партии, а в 1872 назначен прокурором штата, однако вскоре принуждён к выходу в отставку из-за подозрения в финансовых злоупотреблениях, а впоследствии заключён в тюрьму Сент-Луиса.
В 1879 году происходит обращение Сайруса Скоуфилда к евангельскому христианству, он становится помощником американского миссионера Д. Моуди и работает секретарём в отделении YMCA Сент-Луиса. Посещая пресвитерианскую церковь, принимает диспенсационалистское богословие.
В 1883 году Сайрус Скоуфилд рукополагается в пасторы конгрегационалистской церкви и назначается настоятелем общины в Далласе штата Техас. К 1895 году, когда он оставил пасторское служение в Далласе, церковь увеличилась с 14 до более чем 500 человек.
Помимо работы в своей церкви, Скоуфилд поддерживает тесные связи с миссионерскими обществами, работающими в Центральной Америке, Китае и других частях мира, служит секретарём Американского внутреннего миссионерского общества Техаса и Луизианы, в 1890 году сам создаёт Центральноамериканскую миссию.
С 1895 года Скоуфилд служит пастором в конгрегационалистской церкви Троицы в Массачусетсе, где остаётся до своего возвращения в Даллас в 1903 году, однако в указанный период, основным его занятием становится подготовка своего главного богословского труда — комментариев к Библии. Библию с комментариями Скоуфилда удаётся издать в 1909 году, после чего имя богослова приобретает широкую известность в протестантских кругах, а сама книга служит популяризации диспенсационализма в США и за их пределами.
Вскоре Скоуфилд переезжает в Нью-Йорк, где становится руководителем Нью-Йоркской вечерней библейской школы, а в 1914 году создаёт Филадельфийскую библейскую школу в штате Пенсильвания (ныне Филадельфийский библейский университет).
Умер Сайрус Скоуфилд в Нью-Йорке в 1921 году.